# Административно-территориальное деление Шацкого района Рязанской области
Шацкий район в рамках административно-территориального устройства включает 1 город районного значения и 16 сельских округов.
В рамках организации местного самоуправления, муниципальный район делится на 17 муниципальных образований, в том числе 1 городское и 16 сельских поселений:
1. Шацкое городское поселение (г. Шацк)
2. Агишевское сельское поселение (с. Большое Агишево)
3. Борковское сельское поселение (с. Борки)
4. Желанновское сельское поселение (с. Желанное)
5. Казачинское сельское поселение (с. Казачья Слобода)
6. Кермисинское сельское поселение (с. Кермись)
7. Каверинское сельское поселение (с. Каверино)
8. Куплинское сельское поселение (с. Купля)
9. Кучасьевское сельское поселение (с. Кучасьево)
10. Лесно-Конобеевское сельское поселение (с. Лесное Конобеево)
11. Лесно-Полянское сельское поселение (с. Лесная Поляна)
12. Новочернеевское сельское поселение (с. Новочернеево)
13. Ольховское сельское поселение (с. Ольхи)
14. Печинское сельское поселение (с. Печины)
15. Польно-Ялтуновское сельское поселение (с. Польное Ялтуново)
16. Чернослободское сельское поселение (с. Чёрная Слобода)
17. Ямбирнское сельское поселение (с. Ямбирно)

Город соответствует городскому поселению, сельский округ — сельскому поселению.

## Формирование муниципальных образований
В результате муниципальной реформы к 2006 году на территории 28 сельских округов было образовано 19 сельских поселений.
| Административно-территориальная единица | Населённый пункт         | Муниципальное образование             |
| --------------------------------------- | ------------------------ | ------------------------------------- |
| Большеагишевский сельский округ         | Большое Агишево          | Агишевское сельское поселение         |
| Большеагишевский сельский округ         | Демидово                 | Агишевское сельское поселение         |
| Большеагишевский сельский округ         | Заря                     | Агишевское сельское поселение         |
| Большеагишевский сельский округ         | Малое Агишево            | Агишевское сельское поселение         |
| Большеагишевский сельский округ         | Пролетарский             | Агишевское сельское поселение         |
| Большеагишевский сельский округ         | Просандеевка             | Агишевское сельское поселение         |
| Большеагишевский сельский округ         | Старые Подсосенки        | Агишевское сельское поселение         |
| Большеагишевский сельский округ         | Федяево                  | Агишевское сельское поселение         |
| Карнауховский сельский округ            | Авдотьино                | Агишевское сельское поселение         |
| Карнауховский сельский округ            | Большой Пролом           | Агишевское сельское поселение         |
| Карнауховский сельский округ            | Карнаухово               | Агишевское сельское поселение         |
| Карнауховский сельский округ            | Левашовские Дворики      | Агишевское сельское поселение         |
| Карнауховский сельский округ            | Малый Пролом             | Агишевское сельское поселение         |
| Карнауховский сельский округ            | Сторожки                 | Агишевское сельское поселение         |
| Карнауховский сельский округ            | Фёдоровка                | Агишевское сельское поселение         |
| Борковский сельский округ               | Борки                    | Борковское сельское поселение         |
| Борковский сельский округ               | Луч (Польно-Ялтуновский) | Борковское сельское поселение         |
| Борковский сельский округ               | Новософьино              | Борковское сельское поселение         |
| Желанновский сельский округ             | Желанное                 | Желанновское сельское поселение       |
| Желанновский сельский округ             | Завидное                 | Желанновское сельское поселение       |
| Желанновский сельский округ             | Каширино                 | Желанновское сельское поселение       |
| Желанновский сельский округ             | Марьино                  | Желанновское сельское поселение       |
| Желанновский сельский округ             | Раменье                  | Желанновское сельское поселение       |
| Каверинский сельский округ              | Богданово                | Каверинское сельское поселение        |
| Каверинский сельский округ              | Болушево                 | Каверинское сельское поселение        |
| Каверинский сельский округ              | Каверино                 | Каверинское сельское поселение        |
| Каверинский сельский округ              | Новороманово             | Каверинское сельское поселение        |
| Каверинский сельский округ              | Старороманово            | Каверинское сельское поселение        |
| Каверинский сельский округ              | Тростяное                | Каверинское сельское поселение        |
| Каверинский сельский округ              | Юрино                    | Каверинское сельское поселение        |
| Казачинский сельский округ              | Захарьино                | Казачинское сельское поселение        |
| Казачинский сельский округ              | Казачья Слобода          | Казачинское сельское поселение        |
| Казачинский сельский округ              | Калинная                 | Казачинское сельское поселение        |
| Казачинский сельский округ              | Красный                  | Казачинское сельское поселение        |
| Казачинский сельский округ              | Лубяное                  | Казачинское сельское поселение        |
| Казачинский сельский округ              | Пенькозавод              | Казачинское сельское поселение        |
| Казачинский сельский округ              | Первомайский             | Казачинское сельское поселение        |
| Казачинский сельский округ              | Чечеры                   | Казачинское сельское поселение        |
| Кермисинский сельский округ             | Боголюбовка              | Кермисинское сельское поселение       |
| Кермисинский сельский округ             | Кермись                  | Кермисинское сельское поселение       |
| Кермисинский сельский округ             | Спасск                   | Кермисинское сельское поселение       |
| Шариковский сельский округ              | Бабакино                 | Кермисинское сельское поселение       |
| Шариковский сельский округ              | Илюхино                  | Кермисинское сельское поселение       |
| Шариковский сельский округ              | Карля                    | Кермисинское сельское поселение       |
| Шариковский сельский округ              | Львовка                  | Кермисинское сельское поселение       |
| Шариковский сельский округ              | Шарик                    | Кермисинское сельское поселение       |
| Апушкинский сельский округ              | Апушка                   | Криволуцкое сельское поселение        |
| Покровский сельский округ               | Александровка            | Криволуцкое сельское поселение        |
| Покровский сельский округ               | Кривая Лука              | Криволуцкое сельское поселение        |
| Покровский сельский округ               | Криволуцкие Дворики      | Криволуцкое сельское поселение        |
| Покровский сельский округ               | Мельница                 | Криволуцкое сельское поселение        |
| Покровский сельский округ               | Славка                   | Криволуцкое сельское поселение        |
| Покровский сельский округ               | Старая Покровка          | Криволуцкое сельское поселение        |
| Куплинский сельский округ               | Важная                   | Куплинское сельское поселение         |
| Куплинский сельский округ               | Выша                     | Куплинское сельское поселение         |
| Куплинский сельский округ               | Жданная                  | Куплинское сельское поселение         |
| Куплинский сельский округ               | Кормилица                | Куплинское сельское поселение         |
| Куплинский сельский округ               | Купля                    | Куплинское сельское поселение         |
| Куплинский сельский округ               | Николаевка (Быкова Гора) | Куплинское сельское поселение         |
| Куплинский сельский округ               | Новоселки                | Куплинское сельское поселение         |
| Куплинский сельский округ               | Шаморга                  | Куплинское сельское поселение         |
| Куплинский сельский округ               | Эммануиловка             | Куплинское сельское поселение         |
| Кучасьевский сельский округ             | Аксельмеево              | Кучасьевское сельское поселение       |
| Кучасьевский сельский округ             | Кучасьево                | Кучасьевское сельское поселение       |
| Кучасьевский сельский округ             | Наша                     | Кучасьевское сельское поселение       |
| Кучасьевский сельский округ             | Невеличка                | Кучасьевское сельское поселение       |
| Кучасьевский сельский округ             | Ржавец                   | Кучасьевское сельское поселение       |
| Кучасьевский сельский округ             | Темешево                 | Кучасьевское сельское поселение       |
| Сново-Здоровский сельский округ         | Калтырино                | Кучасьевское сельское поселение       |
| Сново-Здоровский сельский округ         | Липовка                  | Кучасьевское сельское поселение       |
| Сново-Здоровский сельский округ         | Подысаково               | Кучасьевское сельское поселение       |
| Сново-Здоровский сельский округ         | Сборное                  | Кучасьевское сельское поселение       |
| Сново-Здоровский сельский округ         | Сново-Здорово            | Кучасьевское сельское поселение       |
| Лесно-Конобеевский сельский округ       | Алеменево                | Лесно-Конобеевское сельское поселение |
| Лесно-Конобеевский сельский округ       | Лесное Конобеево         | Лесно-Конобеевское сельское поселение |
| Лесно-Конобеевский сельский округ       | Польное Конобеево        | Лесно-Конобеевское сельское поселение |
| Лесно-Полянский сельский округ          | Вачкас                   | Лесно-Полянское сельское поселение    |
| Лесно-Полянский сельский округ          | Лесная Поляна            | Лесно-Полянское сельское поселение    |
| Лесно-Полянский сельский округ          | Садовый                  | Лесно-Полянское сельское поселение    |
| Новосвеженский сельский округ           | Свеженькая               | Новосвеженское сельское поселение     |
| Новосвеженский сельский округ           | Третий километр          | Новосвеженское сельское поселение     |
| Новочернеевский сельский округ          | Новочернеево             | Новочернеевское сельское поселение    |
| Старочернеевский сельский округ         | Весёлый                  | Новочернеевское сельское поселение    |
| Старочернеевский сельский округ         | Парсаты                  | Новочернеевское сельское поселение    |
| Старочернеевский сельский округ         | Старочернеево            | Новочернеевское сельское поселение    |
| Старочернеевский сельский округ         | Сявель                   | Новочернеевское сельское поселение    |
| Ольховский сельский округ               | Илларионовка             | Ольховское сельское поселение         |
| Ольховский сельский округ               | Ольхи                    | Ольховское сельское поселение         |
| Райпольский сельский округ              | Александровка            | Ольховское сельское поселение         |
| Райпольский сельский округ              | Богословка               | Ольховское сельское поселение         |
| Райпольский сельский округ              | Калиновка                | Ольховское сельское поселение         |
| Райпольский сельский округ              | Райполье                 | Ольховское сельское поселение         |
| Федосовский сельский округ              | Ветринка                 | Ольховское сельское поселение         |
| Федосовский сельский округ              | Истинка                  | Ольховское сельское поселение         |
| Федосовский сельский округ              | Никито-Поляны            | Ольховское сельское поселение         |
| Федосовский сельский округ              | Троицкое                 | Ольховское сельское поселение         |
| Федосовский сельский округ              | Фёдоровка                | Ольховское сельское поселение         |
| Федосовский сельский округ              | Федосово                 | Ольховское сельское поселение         |
| Федосовский сельский округ              | Цветки                   | Ольховское сельское поселение         |
| Печинский сельский округ                | Высокое                  | Печинское сельское поселение          |
| Печинский сельский округ                | Губколь                  | Печинское сельское поселение          |
| Печинский сельский округ                | Печины                   | Печинское сельское поселение          |
| Печинский сельский округ                | Тархань                  | Печинское сельское поселение          |
| Польно-Ялтуновский сельский округ       | Лесное Ялтуново          | Польно-Ялтуновское сельское поселение |
| Польно-Ялтуновский сельский округ       | Польное Ялтуново         | Польно-Ялтуновское сельское поселение |
| Польно-Ялтуновский сельский округ       | Токарево                 | Польно-Ялтуновское сельское поселение |
| Казаче-Дюковский сельский округ         | Андроновка               | Тарадеевское сельское поселение       |
| Казаче-Дюковский сельский округ         | Казачий Дюк              | Тарадеевское сельское поселение       |
| Казаче-Дюковский сельский округ         | Липяной Дюк              | Тарадеевское сельское поселение       |
| Казаче-Дюковский сельский округ         | Марьино                  | Тарадеевское сельское поселение       |
| Казаче-Дюковский сельский округ         | Мишутино                 | Тарадеевское сельское поселение       |
| Казаче-Дюковский сельский округ         | Студёновка               | Тарадеевское сельское поселение       |
| Казаче-Дюковский сельский округ         | Тюрино                   | Тарадеевское сельское поселение       |
| Тарадеевский сельский округ             | Козино                   | Тарадеевское сельское поселение       |
| Тарадеевский сельский округ             | Красный Городок          | Тарадеевское сельское поселение       |
| Тарадеевский сельский округ             | Кулики                   | Тарадеевское сельское поселение       |
| Тарадеевский сельский округ             | Тарадеи                  | Тарадеевское сельское поселение       |
| Шевырляевский сельский округ            | Даниловка                | Тарадеевское сельское поселение       |
| Шевырляевский сельский округ            | Новая                    | Тарадеевское сельское поселение       |
| Шевырляевский сельский округ            | Успеновка                | Тарадеевское сельское поселение       |
| Шевырляевский сельский округ            | Шевырляй                 | Тарадеевское сельское поселение       |
| Чернослободский сельский округ          | Ранние Всходы            | Чернослободское сельское поселение    |
| Чернослободский сельский округ          | Чёрная Слобода           | Чернослободское сельское поселение    |
| Администрация г. Шацк                   | Шацк                     | Шацкое городское поселение            |
| Ямбирнский сельский округ               | Ваша                     | Ямбирнское сельское поселение         |
| Ямбирнский сельский округ               | Инная Слобода            | Ямбирнское сельское поселение         |
| Ямбирнский сельский округ               | Красный Холм             | Ямбирнское сельское поселение         |
| Ямбирнский сельский округ               | Лесная Слобода           | Ямбирнское сельское поселение         |
| Ямбирнский сельский округ               | Михайловка               | Ямбирнское сельское поселение         |
| Ямбирнский сельский округ               | Ужово                    | Ямбирнское сельское поселение         |
| Ямбирнский сельский округ               | Ямбирно                  | Ямбирнское сельское поселение         |

В 2017 году были упразднены  сельские поселения: Криволуцкое (включено в Лесно-Полянское сельское поселение), Тарадеевское (включено в Ольховское сельское поселение), Новосвеженское (включено в Ямбирнское сельское поселение).